# جوائز الغولدن غلوب
جوائز غولدن غلوب (بالإنجليزية: Golden Globe Awards)‏، هي الجوائز التي مُنحت لثلاثة وتسعين عضوًا في رابطة هوليوود للصحافة الأجنبية منذ يناير من عام 1944، اعترافًا بالتميز في الأفلام -الأمريكية والدولية- والبرامج التلفزيونية الأمريكية.
عادةً ما يُقام الاحتفال السنوي الذي تُقدم فيه الجوائز في شهر يناير من كل عام، وهو جزء رئيسي من موسم جوائز صناعة السينما، والذي يبلغ ذروته كل عام مع توزيع جوائز الأوسكار. تتوافق فترة الأهلية للحصول على جائزة غولدن غلوب مع السنة التقويمية (أي منذ 1 يناير وحتى 31 ديسمبر). أقيم حفل توزيع جوائز غولدن غلوب الـسابع والسبعين في 5 يناير من عام 2020، لتكريم أفضل الأفلام والبرامج التلفزيونية التي صدرت في عام 2019.

## التاريخ
اجتمع عدد من الكتاب معًا في سنة 1943 لتكوين رابطة هوليوود للصحافة الأجنبية، كما أنشؤوا جائزة أسموها جائزة الغولدن غلوب، هؤلاء الكتاب يلعبون دورًا مهمًّا في تسويق الأفلام حاليًا.

## القواعد

### الأهلية
تمتد فترة الأهلية المؤهلة لجميع الترشيحات على مدار السنة التقويمية، أي منذ 1 يناير وحتى 31 ديسمبر.
يُستبعد الأداء الصوتي وظهور «الكاميو» الذي يلعب فيه الشخص دور نفسه من جميع فئات التمثيل السينمائي والتلفزيوني.
يجب ألا تقل مدة الأفلام عن 70 دقيقة وأن تُعرض لمدة أسبوع كامل على الأقل في منطقة لوس أنجلوس الكبرى قبل منتصف ليل 31 ديسمبر. يمكن إصدار الأفلام في دور العرض أو من خلال نظام الدفع مقابل المشاهدة أو عن طريق التسليم الرقمي.
لا يلزم إصدار الأفلام التابعة لفئة أفضل فيلم بلغة أجنبية في الولايات المتحدة، ويجب أن يكون 51% على الأقل من الحوار فيها بلغة غير الإنجليزية، ويجب أن تصدر أولًا في بلد الفيلم الأصلي خلال فترة 14 شهرًا منذ 1 نوفمبر وحتى 31 ديسمبر من العام الذي يليه أي قبل حفل توزيع جوائز غولدن غلوب للعام التالي لعام إصدار الفيلم. ومع ذلك، قد يظل الفيلم مؤهلًا إذا صدر لمدة أسبوع واحد في الولايات المتحدة خلال السنة التقويمية المؤهلة في حال لم يصدر فيلم في بلده الأصلي بسبب الرقابة. لا يوجد حد لعدد الأفلام التي يمكن للبلد الواحد تقديمها.
يجب بث البرنامج التلفزيوني في الولايات المتحدة بين ساعات الذروة 8:00 مساءً و11:00 مساءً (أو 7:00 مساءً و 11:00 مساءً أيام الأحد) من أجل حصوله على الأهلية. يمكن عرض أحد البرنامج التلفزيونية من خلال البث التلفزيوني الأرضي أو من خلال الكابل المجاني أو المدفوع أو عن طريق التسليم الرقمي؛ لا يتأهل البرنامج التلفزيوني أو الفيلم إذا صدر عن طريق الدفع مقابل المشاهدة أو عبر التسليم الرقمي فقط. يجب أيضًا أن يُصنع البرنامج التلفزيوني في الولايات المتحدة الأمريكية أو أن يكون إنتاجه المالي والإبداعي مشتركًا بين شركة إنتاج أمريكية وأُخرى أجنبية. علاوة على ذلك، فإن تلفزيون الواقع والبرامج التي لا تحتوي على نص مكتوب مُسبقًا لا تُعتبر مؤهلة.
لا يمكن إدراج الفيلم التلفزيوني ضمن في كل من فئة الأفلام وفئة البرامج التلفزيونية، وبدلًا من ذلك يجب إدراجه بناءً على تنسيق الإصدار الأصلي. إذا بُث لأول مرة على التلفاز الأمريكي، فيمكن عندها إدراجه ضمن فئات التلفزيون، أما في حال صدر في دور العرض أو من خلال الدفع مقابل المشاهدة، فيجب حينها إدراجه ضمن فئات الأفلام. لا يؤدي عرض الفيلم التلفزيوني في مهرجان سينمائي ما إلى استبعاد أهلية هذا الفيلم التلفزيوني ليكون برنامجًا تلفزيونيًا.
يجب أن يظهر الممثلون في المسلسل التلفزيوني في ست حلقات على الأقل خلال السنة التقويمية المؤهلة. يجب أن يظهر الممثلون في فيلم تلفزيوني أو مسلسل قصير في 5% على الأقل من وقت الفيلم التلفزيوني أو المسلسل القصير.

### متطلبات العرض
يجب أن يدعو الموزع أو وكيل الدعاية الخاص بالفيلم أعضاء رابطة هوليوود للصحافة الأجنبية النشطين إلى عرض رسمي لكل فيلم مؤهل. يجب أن يكون العرض في منطقة لوس أنجلوس الكبرى، إما قبل إصدار الفيلم أو خلال أسبوع واحد من ذلك. يمكن أن يكون العرض عرضًا منتظمًا في دار العرض مع الجمهور أو عرض خاص بالصحافة؛ لا يلزم أن يكون حدثًا خاصًا بأعضاء رابطة هوليوود للصحافة الأجنبية فقط. يجب أيضًا أن يكون عرض الفيلم متوافقًا مع جمعية الفيلم الأمريكي حتى لا يكون هناك تضارب في الجدول الزمني مع العروض الرسمية الأخرى.
يجب أن تكون البرامج التلفزيونية متاحة فقط ليراها أعضاء رابطة هوليوود للصحافة الأجنبية وفق أي صيغة موحدة، بما في ذلك البث التلفزيوني الأصلي.

### الترشيح والتصويت
يجب أن تتلقى رابطة هوليوود للصحافة الأجنبية استمارات اشتراك الأفلام في غضون عشرة أيام من العرض الرسمي. يجب تقديم البرامج التلفزيونية «في أقرب وقت ممكن» قبل الموعد النهائي.
يشارك أعضاء رابطة هوليوود للصحافة الأجنبية النشطين في تغطية المؤتمرات الصحفية وإجراء مقابلات مع أعضاء فريق التمثيل في الأفلام والبرامج التلفزيونية المختارة، كجزء من وظائفهم الصحفية العادية. يجب أن تُعقد المؤتمرات الصحفية للفيلم إما قبل إصدار الفيلم في منطقة لوس أنجلوس الكبرى أو حتى أسبوع واحد من ذلك.
تُرسل بطاقات التصويت لاختيار الترشيحات إلى أعضاء رابطة هوليوود للصحافة الأجنبية في نوفمبر، جنبًا إلى جنب مع «قائمة التذكير» بالبرامج التلفزيونية والأفلام السينمائية المؤهلة. بعد ذلك يصوت كل عضو في رابطة هوليوود للصحافة الأجنبية لأفضل خمسة خيارات في كل فئة، مع ترقيمهم من 5 إلى 1، مع كون صاحب الرقم 5 أفضل اختيار لهم. تُعتبر الاختيارات الخامسة التي حصلت على أكبر عدد من الأصوات المرشحين في كل فئة. يُستعمل التصويت التراتبي لكسر التعادل فقط، مع حصول الاختيار الخامس على خمسة نقاط، والاختيار الرابع على أربعة نقاط، وهكذا دواليك.
يحصل أعضاء رابطة هوليوود للصحافة الأجنبية على بطاقات التصويت النهائية بعد الإعلان عن الترشيحات في منتصف ديسمبر. يُختار الفائز في كل فئة من بين المرشحين عن طريق التصويت التعددي. يكون الفائز في حالة التعادل من يحصل على أكبر عدد من الأصوات في بطاقة الترشيح.

## الفئات

### جوائز الأفلام السينمائية
- أفضل فيلم - دراما
- أفضل فيلم - موسيقي أو كوميدي
- أفضل مخرج
- أفضل ممثل - فيلم دراما
- أفضل ممثل - فيلم موسيقي أو كوميدي
- أفضل ممثلة - فيلم دراما
- أفضل ممثلة - فيلم موسيقي أو كوميدي
- أفضل ممثل مساعد - فيلم سينمائي
- أفضل ممثلة مساعدة - فيلم سينمائي
- أفضل سيناريو
- أفضل موسيقى تصويرية
- أفضل أغنية أصلية
- أفضل فيلم بلغة أجنبية
- أفضل فيلم رسوم متحركة (منذ 2006)
- جائزة سيسل بي. دوميل للإنجاز العمر في مجال الأفلام السينمائية

### الجوائز التلفزيونية
منذ 1956:
- أفضل مسلسل - دراما
- أفضل مسلسل كوميدي
- أفضل ممثل - مسلسل درامي
- أفضل ممثل - مسلسل موسيقي أو كوميدي
- أفضل ممثلة - مسلسل درامي
- أفضل ممثلة - مسلسل كوميدي
- أفضل مسلسل قصير أو فيلم تلفزيوني
- أفضل ممثل - مسلسل قصير أو فيلم تلفزيوني
- أفضل ممثلة - مسلسل قصير أو فيلم تلفزيوني
- أفضل ممثل مساعد - مسلسل، مسلسل قصير أو فيلم تلفزيوني
- أفضل ممثلة مساعدة - مسلسل، مسلسل قصير أو فيلم تلفزيوني

جوائز توقفت:-
- أفضل فيلم وثائقي
- أفضل فيلم أجنبي ناطق بالإنجليزية
- جائزة النجم الصاعد
- جائزة النجمة الصاعدة
- أفضل تصوير سينمائي

## النقد
فيلم ذا توريست (السائح) عن فئة أفضل فيلم موسيقي أو كوميدي لعام 2011
أثارت ترشيحات غولدن غلوب لعام 2011 شكوكًا أوليةً إذ رشحت رابطة هوليوود للصحافة الأجنبية فيلم ذا توريست (السائح) ضمن فئة أفضل فيلم موسيقي أو كوميدي، على الرغم من كون تصنيف الفيلم الأصلي عند الإعلان عنه ضمن فئة إثارة جاسوسية، وأيضًا كأحد أكثر الأفلام انتقادًا في ذلك الموسم، بعدما سأل المضيف ريكي جيرفيه نجم الفيلم الرئيسي جوني ديب ممازحًا إياه ما إذا كان قد شاهد فيلمه هذا. ظهرت لاحقًا شائعات حول تأثير سوني -موزع الفيلم- على ناخبي غولدن غلوب من خلال رحلة مدفوعة التكاليف بالكامل إلى لاس فيغاس، تكللت بحضورهم حفل موسيقي للمغنية شير.

## وصلات خارجية
- جائزة الغولدن غلوب على موقع IMDb (الإنجليزية)
- جائزة الغولدن غلوب على موقع الموسوعة البريطانية (الإنجليزية)
- جائزة الغولدن غلوب على موقع ميوزك برينز (الإنجليزية)
- موقع غولدن غلوب الرسمي
- قائمة بالجوائز السنوية في قاعدة بيانات الأفلام على الإنترنت